# Livro verde de Aragão
O Livro Verde de Aragão é um manuscrito de 1507, difundido nos séculos XVI e XVII, em que aparecem as genealogias das famílias aragonesas com seus antecedentes convertidos. Vários autores consideram que este não era o seu título verdadeiro, mas tornou-se conhecido como tal pelas velas verdes que os condenados nos autos da fé eram obrigados a carregar.

## História
O livro data de 1507 e não apresentou problemas para distribuição durante o século XVI.
Em 1601 La Diputación del Reino de Aragón (algo semelhante a um "ministério das relações exteriores")o classificou como uma calúnia.Ele foi examinado por teologos peritos e personalidades da Coroa de Aragão, seguindo os seguintes critérios:
- Se as testemunhas examinadas a respeito da "limpieza de sangre" podem afirmar indubitavelmente as faltas de linhagens limpas, como afirmava o livro;
- Se, de acordo no foro interior da consciência, podem possuir e mostrar este livro as pessoas que o possuim hoje sem escruculos de estar cometendo um pecado mortal, sendo ele tão perminicioso,tratando de matéria grave;
- Se as testemunhas, não havendo qualquer outra fundamento determinante além do livro, invocando a má opinião e fama de raça,poderiam sem pecar mortalmente depor em voz comum e fé pública, uma vez que a fonte procedia de um livro tão incerto e perigoso.

No final decidiu-se que era um livro difamatório e que o autor, se vivesse, deveria ser punido com a pena máxima, e que qualquer um cometia um erro grave, tanto se tinha o livro, quanto se o ensina ou divulgada,e que quem o possuísse deveria queima-lo.
Em 1615 novamente "La Diputación" solicita a cencura e, em 1620, o Tribunal da Santa Inquisição proíbe - sob pena de castigo físico - a leitura do livro.
Foram reconhidos os exemplares e queimados na Praça do Mercado de Saragoça em 1622. Como exemplo do alívio dos nobres a respeito do assunto, cabe destacar que Filipe III de Espanha (IV de Castela), enviou uma mensaje ao Inquisor Andrés Pacheco, bispo de cuenca, para felicita-lo.